# Nancy Bell-Johnstone
Nancy Rebecca Bell-Johnstone (ur. 22 października 1959 w Nowym Jorku) – amerykańska biathlonistka. W Pucharze Świata zadebiutowała 21 stycznia 1988 roku w Anterselvie, zajmując dwudzieste miejsce w sprincie. Tym samym już w swoim debiucie zdobyła pierwsze pucharowe punkty. Nigdy nie stanęła na podium zawodów indywidualnych, jednak 24 stycznia 1988 roku w Anterselvie wspólnie z Patrice Jankowski i Pam Nordheim zwyciężyła w sztafecie. Najlepsze wyniki osiągnęła w sezonie 1987/1988, kiedy zajęła 22. miejsce w klasyfikacji generalnej. W 1988 roku wystąpiła na mistrzostwach świata w Chamonix, gdzie zajęła 40. miejsce w biegu indywidualnym, 31. miejsce sprincie i dziewiąte w sztafecie. Była też między innymi czwarta w biegu drużynowym podczas mistrzostw świata w Mińsku/Oslo w 1990 roku. Brała też udział w igrzyskach olimpijskich w Albertville w 1992 roku, gdzie uplasowała się na 34. pozycji w biegu indywidualnym, 44. pozycji w sprincie i 15. pozycji w sztafecie.

## Osiągnięcia

### Igrzyska olimpijskie
| Rok  | Miejscowość | Konkurencje | Konkurencje | Konkurencje | Konkurencje | Konkurencje | Konkurencje | Konkurencje |
| Rok  | Miejscowość | IN          | SP          | PU          | MS          | RL          | MR          | SR          |
| ---- | ----------- | ----------- | ----------- | ----------- | ----------- | ----------- | ----------- | ----------- |
| 1992 | Albertville | 34.         | 44.         | nd.         | nd.         | 15.         | nd.         | –           |

### Mistrzostwa świata
| Rok  | Miejscowość | Konkurencje | Konkurencje | Konkurencje | Konkurencje | Konkurencje | Konkurencje | Konkurencje |
| Rok  | Miejscowość | IN          | SP          | PU          | MS          | RL          | MR          | SR          |
| ---- | ----------- | ----------- | ----------- | ----------- | ----------- | ----------- | ----------- | ----------- |
| 1988 | Chamonix    | 40.         | 31.         | nd.         | nd.         | 9.          | nd.         | –           |
| 1990 | Mińsk/Oslo  | 36.         | 26.         | nd.         | nd.         | –           | nd.         | –           |

### Puchar Świata

#### Miejsca w klasyfikacji generalnej
| Sezon     | Miejsce |
| --------- | ------- |
| 1987/1988 | 22.     |
| 1989/1990 | 42.     |
| 1990/1991 | 62.     |
| 1991/1992 | 42.     |